# Українська ініціатива в Чеській Республіці
Українська ініціатива в Чеській Республіці (чеськ. Ukrajinská iniciativa v České republice, z.s., неофіційна абр. УІЧР) — чеська громадська організація є неприбутковою організацією зі штаб-квартирою у Празі, яка в Раді з питань національних меншин при Уряді Чеської Республіки представляє інтереси української національної меншини.

## Передумови створення, історія, мета і цілі
1993 року в Празі зібралися близько сорока українців, які вирішили, що українській національній меншині в Чехії необхідна організація, з допомогою якої можна відстоювати свої права. Так виникла громадська організація «Українська ініціатива в Чеській Республіці». Ініціатором її створення стала Лідія Райчинець-Затовканюк.
Головною метою діяльності організація декларує збереження та розвиток національного самовизначення представників української національності на території Чеської Республіки. Чеська організація також, згідно статуту, підтримує асиміляцію українців до чеського суспільства, забезпечує повнішу інформованість більшості про взаємні чесько-українські відносини, розвиває дискусію про суспільні питання, зокрема, проживання, міграція, питання національних меншин.
Українська ініціатива в Чеській Республіці була членом Європейського та Світового конґресів українців, співпрацювала з деякими іншими організаціями та неформальними угрупуваннями з Праги.

## Діяльність

### Акції прямої дії
Важливою формою роботи «Української ініціативи» є проведення культурних і громадських заходів. Зокрема в 2011 році УІЧР у зв'язку з переписом населення у Чеській Республіці провела акцію «Будьмо — визнай себе українцем», підтримала петицію Світового Конґресу Українців «Визнайте Голодомор геноцидом!».
Майже щорічно УІЧР бере участь в організації в Празі заходів зі святкування Дня Незалежності України, інших національних і народних свят, організує «Дні української культури в Чехії».
Видає україномовний часопис «Пороги», який розповсюджується на території Чехії та поза її межами

## Структура
Виконавчий провід організації розташований в Празі. Голова організації — Віктор Райчинець, заступник голови — Валерій Кулацький (регіон Хомутов), Богдан Райчинець — секретар.
Регіональні неактивні філії організації:
- В північній Чехії: Дзвони надії (Хомутов). Голова — Валерій Кулацький;

Українська світлиця (Тепліце). Голова — Калісія Федорук;
Українська ініціатива в ЧР співпрацює з урядом Чехії, мерією Праги, Посольством України в Чехії, іншими чеськими організаціями, які займаються громадянами України та національними меншинами Чехії.